# Magnum Legendarium Austriacum
Das Magnum Legendarium Austriacum oder Großer Österreichischer Legendenzyklus, abgekürzt MLA, ist eine umfangreiche Sammlung von Heiligenlegenden, die in der zweiten Hälfte des 12. Jahrhunderts zusammengestellt wurde.

## Inhalt und Aufbau
Zum ursprünglichen Inhalt des MLA gehörten 534 Texte, darunter 502 Lebensbeschreibungen von Heiligen oder Gruppen von Heiligen, der Rest sind sermones (Predigten), Visionen und Wundererzählungen (visiones und miracula).

## Handschriften
Es sind 21 Handschriften erhalten, die zu sechs Exemplaren des Gesamtwerks gehören. Alle sechs Exemplare befinden sich in Österreich, was der Sammlung den Namen gegeben hat. Fünf davon befinden sich bis heute am Ort ihrer Entstehung, nämlich den Bibliotheken von Stift Zwettl, Stift Heiligenkreuz, Stift Melk, Stift Admont und Stift Lilienfeld. Das sechste Exemplar, Cod. 336 der Österreichischen Nationalbibliothek stammt wahrscheinlich aus dem 1784 aufgelassenen Augustiner-Chorherrenstift St. Pölten.

## Entstehung
Begonnen wurde das Legendarium wahrscheinlich irgendwann zwischen 1160 und 1170, wenn auch andere Forschungen seine Entstehung ins 13. Jahrhundert verlegen.
Der Titel ist hierbei ein wenig irreführend, da er nicht etwa als Titel der Manuskripte zu verstehen ist, noch konkret dessen Entstehungsort, sondern sich schlicht daraus herleitet, dass sich dieses Werk nur in österreichischen Bibliotheken erhalten hat. Zum Ort seiner Entstehung wird diskutiert und es gibt mehrere – mehr oder minder gut argumentierte – diesbezügliche Thesen:
- Adolf Hofmeister vermutet Salzburg als Entstehungsort und führt dafür inhaltliche Hinweise an.[3]
- Anton Kern argumentiert für das Kloster Prüfening bei Regensburg.
- Pádraig Ó Riain argumentiert für Regensburg[4].
- Albert Poncelet hält (aus obigem Grund) Niederösterreich für den wahrscheinlichsten Ursprungsort und stützt sich auf die Vielzahl irischer Heiliger, die thematisiert werden, um als Quelle eines der Klöster schottischer Benediktiner zu vermuten.
- Karl Uhlirz stimmt „Salzburg“ grundsätzlich zu, bietet jedoch auch Admont als mögliche Alternative an (da diese Abtei einen Ableger Salzburgs darstellt).[5]
- Joseph van der Straeten kommt nach Vergleichen mit verschiedenen anderen Legendarien zu dem Schluss, dass die Ausgabe von Heiligenkreuz die Grundlage für alle weiteren Teile gewesen sei.[6]
- Charlotte Ziegler vermutet im Legendar von Cîteaux einen Vorläufer des MLA[7].

Die Bedeutung dieses Werkes liegt nicht nur in der künstlerischen Gestaltung, sondern es handelt sich um eine der frühesten irischen Handschriftenüberlieferungen dieser Art – die nächst älteren irischen Legendarien stammen erst aus dem 14. und 15. Jahrhundert.

## Details
Im Wesentlichen handelt es sich um eine Sammlung von den einzelnen Tagen im kirchlichen Jahrkreis zugeordneten Heiligenlegenden, Viten, Wundergeschichten und Passionen hauptsächlich irischer Heiliger. Einzelne Teile wurden in verschiedenen österreichischen Bibliotheken gefunden.
Der Text ist in frühgotischer Minuskel gehalten.
Auf Grund der Unterschiede in Stil und Ausführung lässt sich der Zyklus in 3 Teile unterteilen, welche wiederum – nach ihren Fundorten – in unterschiedliche Kodizes unterteilt sind.